# Krzeszew Szlachecki
Krzeszew Szlachecki – część miasta Ozorkowa w województwie łódzkim, w powiecie zgierskim, do końca 1987 samodzielna wieś. Leży nad Starówką (dopływ Bzury) nad na południu miasta, wzdłuż ulicy Wiejskiej poniżej ulicy Granicznej.

## Historia
Dawniej był to folwark pod Ozorkowem. Od 1867 w gminie Chociszew w powiecie łęczyckim. Pod koniec XIX wieku Krzeszew Szlachecki liczył 8 mieszkańców. W okresie międzywojennym należał do w woj. łódzkim. W 1921 roku liczba mieszkańców wynosiła 92. 1 września 1933 utworzono gromadę Krzeszew Rządowy w granicach gminy Chociszew, składającą się ze wsi Aleksandria, Krzeszew Rządowy i Krzeszew Szlachecki oraz osady Krzeszew Szlachecki. Podczas II wojny światowej włączony do III Rzeszy.
Po wojnie Krzeszew Szlachecki powrócił do powiatu łęczyckiego w woj. łódzkim jako składowa gromady Krzeszew Rządowy, jednej z 10 takich w gminie Chociszew. W związku z reorganizacją administracji wiejskiej jesienią 1954, Krzeszew wszedł w skład nowej gromady Emilia w powiecie łódzkim, a po jej zniesieniu 1 lipca 1968 – w skład gromady Proboszczewice w powiecie łódzkim. 1 stycznia 1970 zniesiono także gromadę Proboszczewice, a Krzeszew włączono do nowo utworzonej gromady Słowik. W 1971 roku ludność wsi wynosiła 458.
Od 1 stycznia 1973 w nowo utworzonej gminie Ozorków w powiecie łęczyckim. W latach 1975–1987 miejscowość należała administracyjnie do województwa łódzkiego.
1 stycznia 1988 Krzeszew Szlachecki (73,47 ha) włączono do Ozorkowa.